# Adalgisa Pantaleón
Ramona Adalgisa Pantaleón Fernández (San Francisco de Macorís, 10 de noviembre de 1954) es una cantante, actriz y escritora dominicana, fue corista de la agrupación 4:40 de Juan Luis Guerra desde 1989 hasta 2015. 

## Primeros Años
Nace en San Francisco de Macorís. Fueron sus padres Francisca Fernández y Abigail Pantaleón. No cantó en el vientre de su madre para no despavorirla. Creció en un hogar con tradición musical, entre el bolero y el son y muchos músicos en la familia. Su madre poseía una hermosa voz y Adalgisa desde pequeña interpretaba con ella a dúo las canciones de ese entonces, además de los sones que por ser bisnieta de cubana nunca faltaban. Igual en las coplas flamencas por ser bisnieta de un Español de Andalucía.
Cantaba también, en las veladas de su escuela, en la Iglesia y en cada evento que en su barrio o en su pueblo se celebraba. 

## Carrera

### Festival Nacional de la Voz

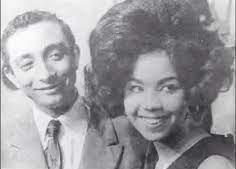
El Maestro Rafael Solano y Adalgisa Pantaleón

En 1971 fue seleccionada para participar en el primer Festival Nacional de la Voz, organizado por el Maestro Rafael Solano. En la primera ronda ganó los 125 puntos del primer lugar. En la segunda ronda obtuvo el tercer lugar. Desde ese momento su canto no se ha detenido.
De ese Festival Nacional de la Voz se dieron a conocer voces como las de Fernando Villalona, Frank Valdez, José Ramón Ramírez, Fausto Fabián, Panco Serrata y muchos otros.
Luego de su participación en el Festival de la Voz, Pantaleón fue invitada por el maestro Solano para que actuara en actividades artísticas en la capital, en los pueblos y en la ciudad de Nueva York. Su primera actuación en Estados Unidos se produjo en Happy Hills Casino, Nueva York, gracias al maestro Rafael Solano, que la llevó junto al también destacado artista Niní Cáffaro.

### Programas de TV
En el programa "De Noche", debutó como comediante. Desde ese momento trabajó en otros espacios de humor: 
- "Con Cuquín"
- "El Show de Roberto Salcedo"
- “El Sabroshow”
- “El patio de Medrano”
- “Nosotros a las 8”

Entre otros programas. 
Igualmente trabajó como cantante en los elencos de “El Gordo de la Semana", “El Show del Mediodía”, “El Sabroshow”, “El Patio de Medrano”, “De Noche”, “Con Freddy y Punto” y otros programas de televisión. Fue primera actriz en la serie Se Vale Soñar, al lado de Jochy Santos, Eddy Herrera entre otros.

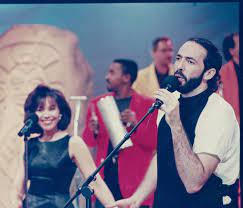
Juan Luis Guerra y Adalgisa Pantaleón

### Juan Luis Guerra y 440
En 1989 entró a la agrupación de Juan Luis Guerra en reemplazo de Mariela Mercado. 
Su primer disco en la agrupación fue Bachata Rosa. "Como Abeja Al Panal" fue lanzada en 1990 y sirvió como el sencillo principal del álbum. La icónica canción originalmente fue escrita por Juan Luis Guerra y grabada por Adalgisa y Raymond Andujar (Hermano de Catarey) como jingle para “Somos un pueblo que canta” de Ron Barceló. Al tener tanto reconocimiento fue extendida a canción y grabada por la agrupación. Fue uno de los primeros éxitos internacionales de la agrupación Juan Luis Guerra y 440.
Como voz femenina del grupo 4-40, desde 1989 hasta 2015, se presentó en auditorios multitudinarios de las principales ciudades de América Latina, EE. UU., Europa y Asia recibiendo junto a Juan Luis Guerra y sus compañeros, diferentes premiaciones, entre la que se encuentra el Grammy Latino en 1991.

### Libros
Además de cantar y actuar, Adalgisa Pantaleon ha dedicado gran parte de su vida a la escritura. 
En 1995 publica el libro de poemas "Mi Silencio Roto", el cual fue elogiado por escritores de la talla del profesor Juan Bosch, José Rafael Lantigua y Chiqui Vicioso. 
Autora también de cuentos infantiles:
- Bella Flor.
- La Hormiguita Ciega.
- El Solenodonte Pio.

Ha colaborado en algunos periódicos, con escritos de corte humano y sociales.

### Momentos Importantes
Uno de los momentos más importantes de su carrera fue representar el canto latino-americano en la IV Conferencia Mundial de la Mujer en Pekín, China en 1995. 
Participó en el musical de la vida de Pedro Mir.
Ha compartido escenario con grandes artistas, tales como: Raphael, Danny Rivera, Antonio Caban Vale, Néstor Torres, Felo Bhor, Liza Minelli, Ricardo Arjona, Leon Gieco, entre otros.

### Teatro

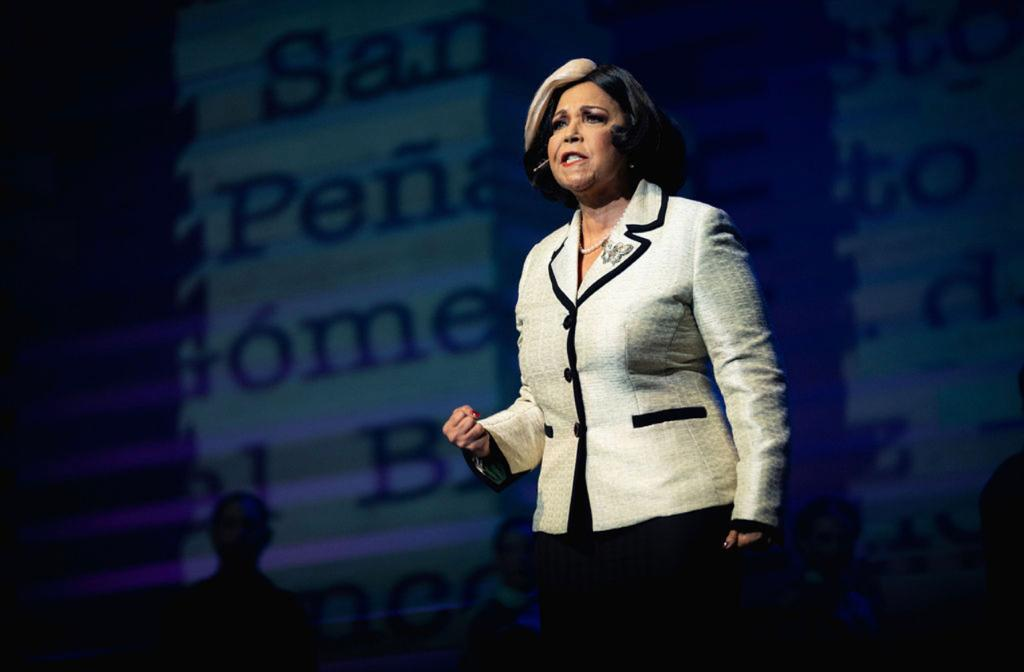
Adalgisa como Bélgica Adela Mirabal (Dedé) para el musical Mariposas de Acero.

| Año  | Obra                          | Personaje      | Director         |
| 1980 | Te juro Juana que tengo ganas |                | Jaime Lucero     |
| 1980 | Shampoo, Rinse y Anchoitas    |                |                  |
| 1995 | La Cuarterona                 |                |                  |
| 1986 | Caperucita Roja               | Doña Manteleta |                  |
| 1980 | Enriquillo                    | Mencia         |                  |
|      | Cosas de papá y mamá          |                |                  |
|      | La sirvienta es peligrosa     |                |                  |
| 2024 | Teatro Para Mama              |                | Frank Ceara      |
| 2024 | Votemos                       |                | Luis Jose German |

### Musicales
| Año  | Obra Musical       | Personaje      | Direccion      |
| 2021 | In The Heights     | Abuela Claudia | Amaury Sanchez |
| 2022 | Mariposas de Acero | Dede Mirabal   | Waddys Jaquez  |

Perteneció al elenco de Bellas Artes como actriz en 1981.

### Trabajos en cine
| Año  | Pelicula               | Personaje      | Director              |
| 1997 | Nueba Yol 3            | Maria          | Angel Muñiz           |
| 2014 | El Pelotudo            | Doraliza       | Raymond Hernandez Jr. |
| 2015 | La Hija de Dios y Solo |                |                       |
| 2016 | El confesionario       |                |                       |
| 2016 | La Familia Reyna       | Doña Sarah     | Tito Rodriguez        |
| 2016 | Verdad o Reto          | Doña Bianca    | Suzette Reyes         |
| 2017 | La Barberia            | Doña Ignacia   | Waddys Jaquez         |
| 2017 | Lo que siento por ti   | Doña Margarita | Raúl Camilo           |
| 2020 | Donde Me Lleves        |                | Lizzy Parra           |
| 2024 | Capitan Avispa         | Reina Ada      | Juan Luis Guerra      |

## Discografía

### Álbumes y Colaboraciones
| Titulo                           | Artistas                    | Año  |
| Que nadie amara                  |                             | 1971 |
| Yo también soy sentimental       |                             | 1971 |
| Cuerpo y Alma                    |                             | 1980 |
| El breve espacio en que no estas |                             | 1980 |
| Si Pudiéramos Juntarnos Hoy      |                             | 1980 |
| La Poza del Castillo             |                             | 1987 |
| Me Voy a Santo Domingo           |                             | 1987 |
| Bachata Rosa                     | (440)                       | 1990 |
| Areito                           | (440)                       | 1992 |
| Fogarate                         | (440)                       | 1994 |
| Entre Pinares                    | Rafael Colon                | 1997 |
| Mientras crece la caña           | Manuel Tejada               | 1998 |
| No es lo mismo ni es igual       | (440)                       | 1998 |
| Al Son del Sol                   |                             | 2003 |
| Qué sería de mí                  |                             | 2003 |
| Canción de Sanidad               |                             | 2004 |
| Para ti                          | (440)                       | 2004 |
| La llave de mi corazón           | (440)                       | 2007 |
| A son de Guerra                  | (440)                       | 2010 |
| Colección Cristiana              | (440)                       | 2012 |
| Despiertate                      | Taxi Amarillo               | 2013 |
| Todo tiene su hora               | (440)                       | 2014 |
| Como Tu                          | Frank Ceara                 | 2017 |
| Literal                          | (440)                       | 2019 |
| Me Levantare                     | Pablo Garcia                | 2020 |
| Distancia                        |                             | 2022 |
| Beso de Amor                     | Gina Estrella               | 2022 |
| Ya no soy su dueño               | Enrique Felix & Pavel Nuñez | 2023 |
| Resistiré                        | La Oreja Media              | 2024 |
| Qué sabes tú                     | La Oreja Media              | 2024 |

Con su voz ha participado en discos de recopilación de la música dominicana:
- 100 años 100 voces de E. León Jiménez.
- Homenaje a Luis Alberti.
- Homenaje a Mario de Jesús por el Banco de Reservas.
- Disco de música Dominicana del Banco BHD.
- La música Dominicana por el Ministerio de Turismo.
- El Maestro Rafael Solano y la música Dominicana.
- Un Siglo de Música Dominicana por Fundación Refidomsa.

y varios discos más de colecciones de compositores Dominicanos.
La voz de Adalgisa fue una de las voces más utilizadas en los Jingles Comerciales.

## Premios y Reconocimientos

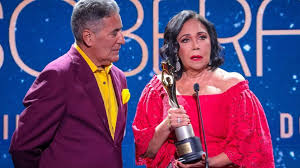
Adalgisa recibiendo un Premio Soberano de la mano de Nini Caffaro

Ha recibido reconocimientos en Puerto Rico, República Dominicana , Colombia, Venezuela, Puerto Rico, Alemania, Estados Unidos y  muchos otros países.
- El Damiron 1989.
- El Gordo del Año 1990.
- Grammy por “Bachata Rosa'' como mejor álbum tropical (Juan Luis Guerra 4.40) 1991.
- Premio Lo Nuestro a la Música Latina 1991.
- Reconocimiento de la Asociación de Conquenses Ausentes por logros alcanzados en el arte 1992.
- La Asociación Odontológica Dominicana Inc. 1994.
- Premios Encuentro, actriz y cantante del año. 1997
- Reconocimiento de la Asociación de Cronistas de Espectáculos de Nueva York por su actuación en “Nueba Yol III” 1998.
- Premio al Mérito Alcázar Club Santiago 2001. 
- Hija Distinguida por la Alcaldía de Maracaibo 2005. 
- Reconocimiento al Mérito Ciudadano, Presidencia de la República y Efemérides Patrias 2006. 
- Senderos del Mundo. Personaje Sobresaliente de la República Dominicana 2008.
- Reconocimiento de la Fundación Nido para Ángeles por colaboración 2008.
- Hija Distinguida Moca 2009. 
- Reconocimiento de la Cámara de Diputados de la República Dominicana por su trayectoria 2013.
- Premio de La Federación Iberolatinoamericana Artistas Intérpretes o Ejecutantes FILAIE por su brillante trayectoria profesional 2015.
- Latin Grammy por “Todo Tiene su Hora” como mejor álbum tropical contemporáneo (Juan Luis Guerra 4.40) 2015.
- Acroarte premio a la Trayectoria Artística 2015.
- Mejor actriz por la película "La Familia Reyna” Premios la Silla 2017. 
- Mejor Actriz, Premios Soberano  por la Familia Reyna 2017. 
- Premios Iris Mejor actriz 2017
- Premio al Mérito como cantante SomosTV 56. San Francisco de Macoris 2017. 
- -Premio Noche Dominicana St. Michael School 2017. 
- -Magna Lux 2018 Reconocimiento en la categoría musical.
- Premio al Mérito Periodístico. Grandes Dominicanos tomo 23. Como voz exquisita 2019. 
- Latin Grammy por “Kitipun” como mejor canción tropical (Juan Luis Guerra 4.40) Noviembre 2019.
- Reconocimiento de la Bohemia de Teresa por carrera artística 2020.
- Reconocimiento del Ayuntamiento de Santiago de los Caballeros 2020.
- Reconocimiento al Mérito Programa entre copas Febrero 2021.
- Premios Ellas Mujeres que dejan Huellas. Marzo de 2021.
- Reconocimiento del Club Esperanza Inc. por su destacada trayectoria musical y los significativos aportes a la sociedad Francomacorisana Abril 2021.
- Reconocimiento del Ministerio de Cultura por 50 años de trayectoria 4 de marzo de 2022.
- Premio a la trayectoria Ellas. Marzo 2022.
- Reconocimiento Con Jatnna por sus aportes al arte Dominicano, abril 2022.
- Reconocimiento Infinito Talento Soberano 2022.
- Medalla al Mérito en el arte y la cultura entregado por el Gobierno de la República Dominicana y Ministerio de la Mujer. 8 de marzo de 2023.
- Premio Madre de Oro. Mayo 2023.
- Premio Glamour a los 50 años en los escenarios. Agosto 2023.
- SFM Magazine Awards 2023.
- Reconocimiento de la Cámara del Senado 2023. 
-Reconocimiento 245 aniversario de Macorís del Jaya Septiembre 2023.
- George Bell’s Birthday Tournament, Reconocimineto por su trayectoria artística. Octubre 2023. 
- Reconocimiento del  Primer Festival de Cine “MUNCUNDE” y San Francisco de Macorís por excelente trayectoria. Marzo 2024.

Otros Premios y Reconocimientos:
- "Orgullo Duartiano", Lo Mejor de Nuestra Gente.
- Reconocimiento por la interpretación del Video "Yo Participo"
- Reconocimiento de Voluntariado Jesús con los niños entregado por el Hospital Infantil Dr. Arturo Grullon.

## Filantropía
En 2012 junto a Sonia Read y Neyla Peña fundó la Fundación Dominicana de Fibromialgia, Fatiga Crónica e Intolerancia Química Múltiple, Inc. (FUNDOFIBRO). 
Una entidad sin fines de lucro que tiene por objetivo educar, informar y sensibilizar a las personas que padecen esas enfermedades y fomentar el apoyo de sus familiares y la sociedad.
FUNDOFIBRO® acoge a los pacientes de Fibromialgia, Fatiga Crónica e Intolerancia Química Múltiple, enfermedades tan poco conocidas en nuestro medio -no sólo para el que las padece y no sabe exactamente lo que le está ocurriendo- como para algunos médicos.

Trabajo con el Padre Juan y el Padre Marino en el Hogar Escuela Santo Domingo Savio, una institución educativo-pastoral que promueve y fomenta una educación integral de calidad, acogiendo y acompañando a niños y adolescentes, preferentemente en situación de alto riesgo, mediante el sistema preventivo salesiano, para así formar buenos cristianos y honrados ciudadanos.
- Datos: Q5657350